# Jean-Baptiste Pierre Dumas
Pour les articles homonymes, voir Dumas.
Jean-Baptiste, Pierre Dumas, né le 20 juin 1727 à Orange (Vaucluse), et décédé le 12 avril 1796 à Paris, est un homme politique français. Il est élu représentant du tiers état, lors des états généraux, puis député.